# Duisburg
Duisburg ( [ˈdyːsbʊɐ̯k] (ajutor·info)) este un oraș în landul Renania de Nord-Westfalia, Germania este situat în regiunea Niederrhein (Rinul de Jos) la marginea zonei puternic industrializate Ruhrgebiet (Bazinul Ruhrului), și la vărsarea acestuia în Rin. Orașul cu o jumătate de milion de locuitori este situat pe locul cinci pe lista orașelor din Renania de Nord-Westfalia cu centrul în Düsseldorf. Încă din Evul Mediu localitatea era un centru comercial important, pierde însă acest rol în secolul XIII prin mutarea comerțului în afara Rinului. În secolul XIX crește din nou importanța economică a orașului prin depozitarea cărbunelui de-a lungul cursului Rinului, acest necesar de cărbuni crește prin dezvoltarea industriei metalurgice din bazinul Ruhrului.

## Etimologia denumirii orașului
Sunt mai multe variante de explicare a originii numelui localității, una dintre acestea ar fi: prima silabă a denumirii  „dheus“ în germana veche înseamnă "regiune umedă" sau "regiune inundabilă".
Duisburg înseamnă de fapt "fortăreață în zonă inundabilă". O altă explicație ar fi "Duisburg" înseamnă "cetatea de pe deal", orașul vechi fiind întradevăr situat pe o ridicătură de teren  pe malul Rinului, o denumire asemănătoare o poartă și o localitate din Belgia, de asemenea acest nume poartă un convoi de vapoare italiene fiind distrus de englezi la data de 9 noiembrie 1941.

## Geografie
Duisburg este amplasat la marginea regiunii deluroase din regiunea Rinului de Jos, la vărsarea râului Ruhr în Rin, orașul întinzându-se pe ambele maluri ale acestora. In partea nordică a orașului se varsă în Rin raul Emscher. Altitudinea orașului variază între 82,5 m și 14,85 m n.m.. este de asemenea si cel mai mare port fluvial.

## Localități învecinate
Spre vest orașul se învecinează cu orașele Moers, Rheinberg și Dinslaken din districtul Wesel, în est cu orașele Oberhausen și Mülheim an der Ruhr, în sud cu orașul Ratingen din districtul Mettmann, cu Düsseldorf, Meerbusch din districtul Rhein-Kreis Neuss și orașul Krefeld.

## Subîmpărțirea orașului
Duisburg-Mitte
▪ 	Duisburg-Süd
▪ 	Hamborn
▪ 	Homberg/Ruhrort/Baerl
▪ 	Meiderich/Beeck
▪ 	Rheinhausen
▪ 	Walsum

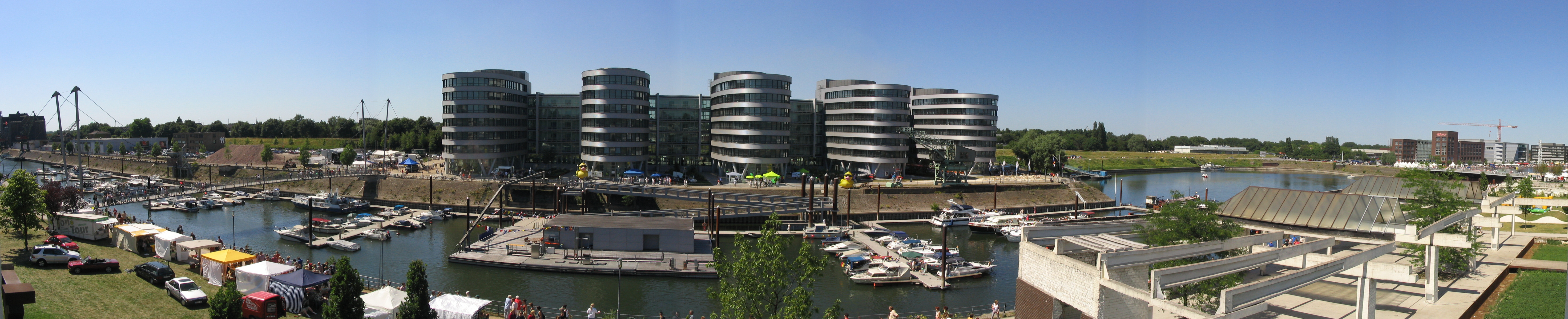
Portul orașului

Aceste sectoare se subîmpart la rândul lor în 46 de cartiere.

## Istorie

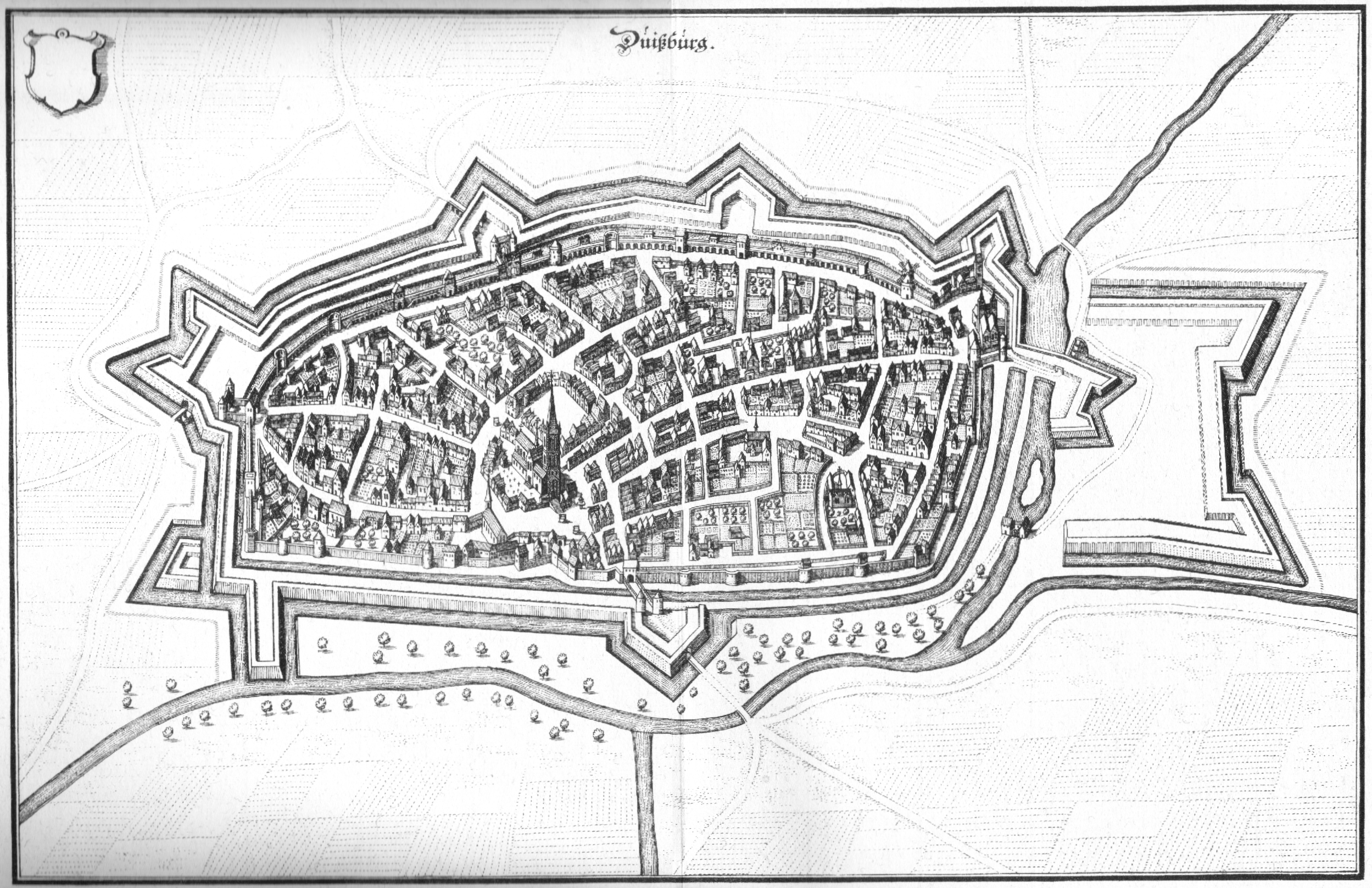
Duisburg in 1647

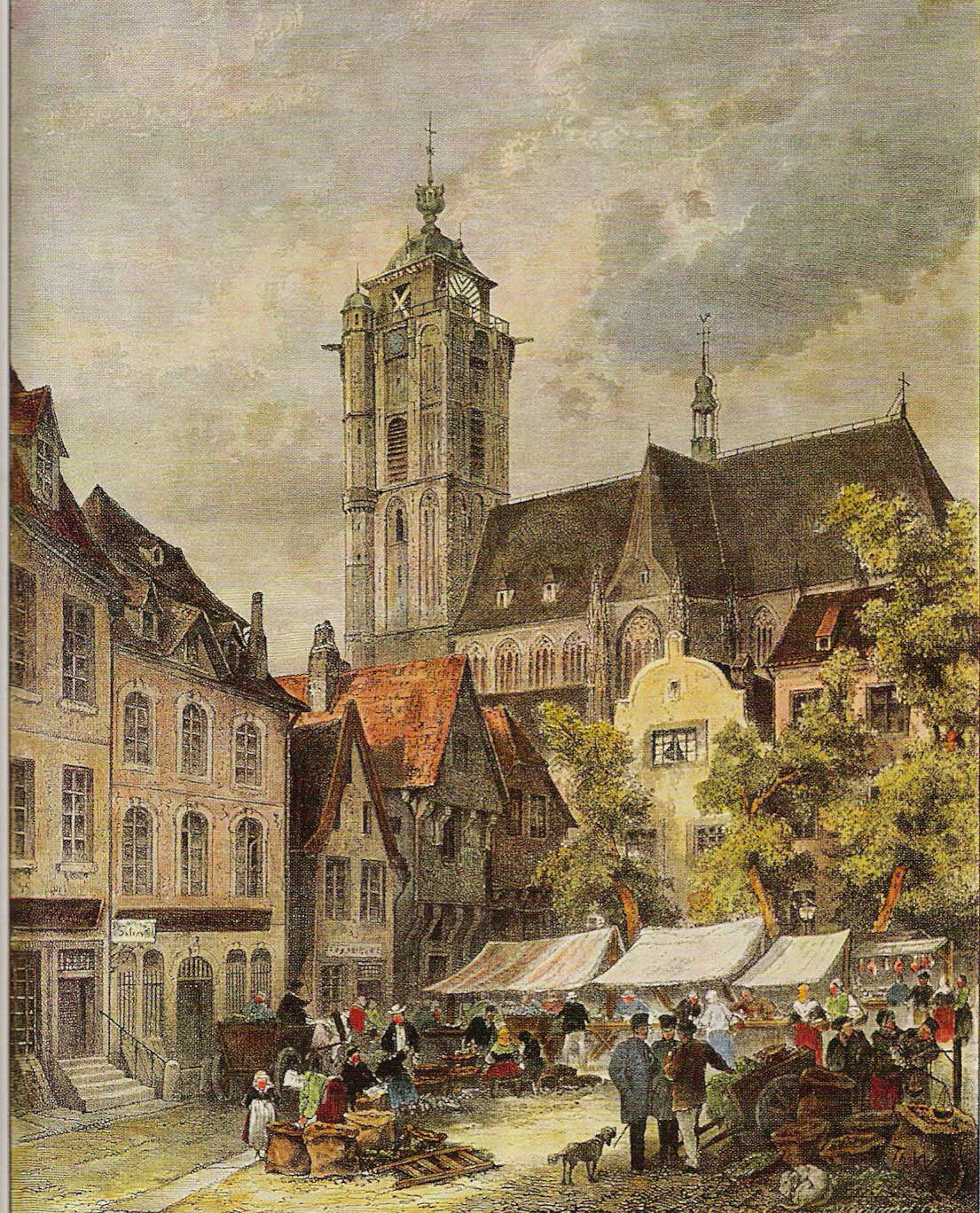
Piață in Duisburg, 1850

Prin săpăturile arheologice s-au descoperit urme ale civilizației romane prin întărituri, fortărețe care asigurau legiunilor romane traversarea Rinului. "Piața veche" era prin secolul al V-lea un centru comercial, fiind legat direct prin strada "Hellweg" de malul Rinului. Orașul este atestat din anul 883, când a fost menționat în cronica lui Regino de Prüm. Acesta a descris cucerirea de normanzi respectiv de vikingi, care au iernat acolo.
Poziția geografică favorabilă și poziția strategică importantă a Duisburgului la confluența căilor nautice a Rinului cu Ruhrul, au dus deja în anul 740 la întrunirea unei curți regale. Din anul 929 este atestată existența unei curți regale permanente. În anul 1002 arhiepiscopul de Köln și principele episcop de Liège l-au recunoscut ca rege pe Heinrich al II-lea. Regele Frederic Barbarossa a îngăduit în anul 1173 să se țină în Duisburg anual timp de 14 zile „târgul stofelor”.
Până în anul 1290 este un oraș independent, la această dată însă regele Rudolf von Habsburg l-a dăruit grofului din Kleve pentru suma de 2000 de mărci de argint. În perioada următoare Duisburg devine până în secolul XIV membru a orașelor hanseatice (Liga Hanseatică). Dintr-un oraș comercial devine treptat un oraș provincial cu o pondere crescută în agricultură. O influență importantă în dezvoltarea culturală a orașului o are Gerhard Mercator și înființarea universității în 1655. În anul 1666 orașul, împreună cu principatul Kleve de Brandenburg, aparține de Prusia, și principele elector Friedrich Wilhelm retrage orașului drepturile de oraș liber imperial.

## Cronologie
- 1136 este înființată Mănăstirea Hamborn⁠(en)[traduceți]. În anii 1234-1235 starețul Frederic vizitează mănăstirea premonstratensă din Sibiu.[3]
- în secolul XVII are loc dezvoltarea manufacturilor de textile și tutun.
- o dezvoltare industrială intensă are loc în secolul XIX cu cel mai mare port fluvial din lume.
- 1824 construirea fabricii Curtius prima fabrică de acid sulfuric din lume.
- 1846 se stabilesc la nord de Duisburg fabricile de renume mondial Thyssen și Krupp și filiala căilor ferate Mindener Köln.
- necesarul de forță de muncă s-a asigurat prin muncitori proveniți mai ales din Olanda, Austria și Polonia.
- 1905 devine Duisburg o metropolă, fiind extins portul în 1905 a cărui extindere a fost deja începută în 1716.
- 1916 din cauza primului război mondial domnește în oraș o anarhie.
- 1921 - 1925 orașul este sub ocupație franceză și belgiană
- 1929 -  1933 orașul suferă din cauza crizei economice mondială (perioadă de recesiune)
- 9 noiembrie 1938 distrug fasciștii marea sinagogă a orașului de pe strada Junker.
- 1942 - 1942 în timpul celui de-al doilea război mondial se află aici un lagăr de concentrare care în 1943este distrus prin bombardare.
- 1942 din acest an orașul este bombardat de aliați, distrugându-se nu numai portul, ci și centrul important de chimie, siderurgie, oțelărie, precum și o mare parte din populația civilă, fiind 80 % din clădiri distruse.
- după terminarea celui al doilea război mondial a trebuit toată infrastructura orașului, ca și toate clădirile istorice refăcute.
- 1961 până la acest an atinge populația orașului cifra de 502.933 de locuitori, refăcându-se instalațiile de oțelărie.
- 1970 scade producția de fier și oțel prin înrăutățirea conjuncturilor mondiale, crescând numărul șomerilor, prin închiderea porților unor fabrici ca de exemplu firma Krupp.

## Personalități născute aici
- Theodor Curtius (1857 - 1928), chimist;
- Jorgo Chatzimarkakis (n. 1966), europarlamentar;
- André Lotterer (n. 1981), pilot de Formula E.